# ماكس سانت بيير
ماكس سانت بيير هو لاعب كرة قاعدة كندي، ولد في 17 أبريل 1980 في مدينة كيبك في كندا.

## وصلات خارجية
- ماكس سانت بيير على موقعبيزبول رفرنس.كوم (الدوري الرئيسي) (الإنجليزية)
- ماكس سانت بيير على موقعبيزبول رفرنس.كوم (الدوري الثانوي) (الإنجليزية)
- ماكس سانت بيير على موقع إي إس بي إن.كوم (أم.أل.بي) (الإنجليزية)
- ماكس سانت بيير على موقع مشجعي الرسوم البيانية (الإنجليزية)